# 2797 Teucer
2797 Teucer è un asteroide troiano di Giove del campo greco del diametro medio di circa 111,14 km. Scoperto nel 1981, presenta un'orbita caratterizzata da un semiasse maggiore pari a 5,1043969 UA e da un'eccentricità di 0,0876993, inclinata di 22,39275° rispetto all'eclittica.
L'asteroide è dedicato a Teucro, il più forte degli arcieri greci.